# クフモ室内楽音楽祭
クフモ室内楽音楽祭（クフモしつないがくおんがくさい、フィンランド語: Kuhmon Kamarimusiikki、英語: Kuhmo Chamber Music Festival）は、フィンランドのクフモで毎年7月に2週間にわたって開催される国際的な室内楽の祭典。チケット販売数の上で、フィンランド最大の室内楽の祭典となっている。例年6千人から8千人がこの祭典に集まり、その95%はフィンランド国内からの聴衆である。2週間の期間中に、70件ほどのコンサートが開催される。フィンランド国内外から170人ほどの演奏家たちが、この祭典で演奏するために集まる。期間中は、演奏家たちが教える音楽学習のコースや、マスター・クラス、室内楽ワークショップなども開催される。

## 歴史
クフモ室内楽音楽祭は、フィンランドのチェロ奏者セッポ・キマネンによって1970年に始められた。キマネンは、数人の学生たちとともに、音楽学習のコースを行い、室内楽を演奏する適地を探していた。1970年に最初にこの祭典が開催されたとき、聴衆は延べ800人であった。音楽祭の創始には、キマネンの妻であるフィンランド在住の日本人ヴァイオリニスト新井淑子も関わった。
2013年には、期間中に72件のコンサートが開かれ、36,000枚のチケットが売れた。2005年以降は、ウラディーミル・メンデルスゾーンが芸術監督を務めている。
これまでに参加した演奏家には、ギドン・クレーメル、ピンカス・ズーカーマン、ナターリヤ・グートマン、アルバン・ベルク弦楽四重奏団などがおり、日本からも堤剛、今井信子、中村太地 (ヴァイオリニスト)らが参加している。

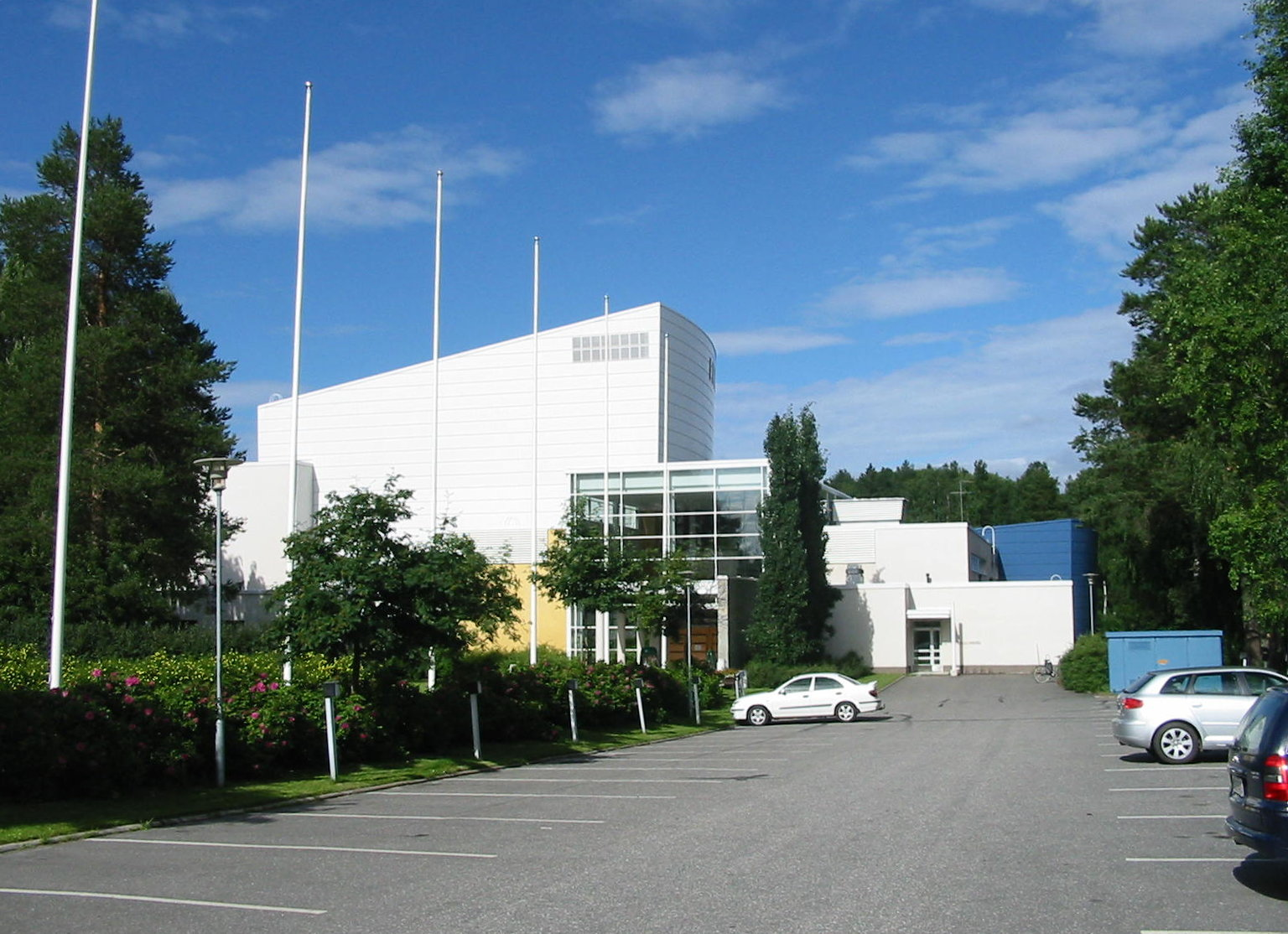
righti主会場となるクフモ芸術センター、2009年撮影。

## 会場
主会場となるのはクフモ芸術センター（フィンランド語: Kuhmo-talo、英語: Kuhmo Art Center）である。1993年に開場したこの施設は、音響的もデザインも高く評価されている。この施設には、668席のレントゥア (Lentua) と99席のパジャッカ (Pajakka) の2つのホールがある。このほか、コンティオ (Kontio) 校や、クフモ教会でも演奏が行なわれる。

## クフモーズ
日本では、クフモ室内楽音楽祭に参加した演奏者たちを中心とした演奏グループ「クフモーズ」があり、板谷真以子、高岸卓人、深谷由紀子、谷口賢記、井上幸子、鎌倉亮太らが参加している。

## 関連文献
- Hillila, Ruth-Esther & Hong, Barbara Blanchard (1997). "Kuhmo Festival". Historical Dictionary of the Music and Musicians of Finland, pp. 195–196. Greenwood Publishing Group. ISBN 0-313-27728-1.
- Subrenat, Jean-Jacques: Listen, There’s Music from the Forest: A Short Presentation of the Kuhmo Chamber Music Festival. (In English and French.) ISBN 952-92-0564-3.